# (45802) 2000 PV29
2000 بي في 29 (ويعرف أيضًا باسم (45802) 2000 بي في 29 وفق تسمية الكوكب الصغير) (بالإنجليزية: 2000 PV29)‏ هو كويكب ضمن حزام الكويكبات؛ وترتيبه 45802 من حيث الاكتشاف.
اكتُشف هذا الجُرم الفلكي بواسطة ماثيو هولمان في 5 أغسطس 2000.

## وصلات خارجية
- (45802) 2000 PV29 في قاعدة بيانات مختبر الدفع النفاث لأجرام النظام الشمسي الصغيرة

- الاكتشاف · مخطط المدار ·  العناصر المدارية · المعلمات المادية

- (45802) 2000 PV29 على موقع ويكي سكاي: DSS2, SDSS, GALEX, IRAS, Hydrogen α, X-Ray, Astrophoto, Sky Map, Articles and images